# Amphictene auricoma
Amphictene auricoma är en ringmaskart som först beskrevs av Otto Friedrich Müller 1776.  Amphictene auricoma ingår i släktet Amphictene och familjen Pectinariidae. Utöver nominatformen finns också underarten A. a. mediterranea.